# Frédéric-Christian de Schaumbourg-Lippe
Frédéric-Christian (16 août 1655 – 13 juin 1728) est comte de Schaumbourg-Lippe de 1681 à sa mort.

## Biographie
Né à Bückeburg, Frédéric-Christian est l'aîné des fils survivants du comte Philippe Ier de Schaumbourg-Lippe et de son épouse Sophie de Hesse-Cassel. Il succède à son père à sa mort, le 10 avril 1681, et règne jusqu'à sa propre mort. Son fils Albert-Wolfgang lui succède.

## Mariages et descendance
Le 4 janvier 1691, Frédéric-Christian épouse à Langenbourg la comtesse Jeanne-Sophie de Hohenlohe-Langenbourg (1673-1743), fille du comte Henri-Frédéric de Hohenlohe-Langenbourg. Ils ont six enfants :
- Frédéric-Auguste (1693-1694) ;
- Guillaume-Louis (1695-1695) ;
- Sophie-Charlotte (1696-1697) ;
- Philippe (1698-1698) ;
- Albert-Wolfgang (1699-1748), comte de Schaumbourg-Lippe ;
- Frédéric (1702-1766).

Après avoir divorcé en 1723, Frédéric-Christian se remarie avec Maria Anna von Gall le 3 décembre 1725 à Brixen.